# 美濃市立洲原小学校
美濃市立洲原小学校 （みのしりつ すはらしょうがっこう）は、かつて岐阜県美濃市に存在した公立小学校。

## 概要
- 美濃市の洲原地区（旧・武儀郡洲原村）の北部が校区であった。2004年、美濃小学校に統合され廃校。
- 校舎は2018年現在、洲原生涯学習センター[1]に使用されている。

## 沿革
- 1873年（明治6年）2月 - 須原村に倫明義校が開校。校区は須原村、上河和村、下河和村、および保木脇村の一部。
- 1880年（明治13年） - 倫明小学校に改称する。
- 1886年（明治19年） - 洲原簡易科小学校に改称する。
- 1888年（明治21年）頃 - 洲原尋常小学校に改称する。
- 1889年（明治22年）7月1日 - 須原村、立花村、上河和村、下河和村、保木脇村が合併し、洲原谷村となる。
- 1891年（明治24年）9月24日 - 洲原谷村が洲原村に改称する。
- 1901年（明治34年） - 洲原尋常高等小学校に改称する。
- 1941年（昭和16年）4月1日 - 洲原国民学校に改称する。
- 1947年（昭和22年）4月1日 - 洲原村立洲原小学校に改称する。
- 1954年（昭和29年）4月1日 - 美濃町、洲原村、下牧村、上牧村、大矢田村、藍見村、中有知村が合併し、美濃市が発足。同時に美濃市立洲原小学校に改称する。
- 1980年（昭和55年） - 新校舎（鉄筋コンクリート造）が完成。
- 2004年（平成16年）3月 - 美濃小学校に統合され、廃校。